# One Step Closer
«One Step Closer» (укр. «на крок ближче») — дебютний сингл американського рок-гурту Linkin Park, що вийшов 28 вересня 2000 року; другий трек з їх дебютного альбому Hybrid Theory. Завдяки цій пісні Linkin Park потрапили в ротацію на мейнстримні рок-радіостанції, тому вона стала однією з найвпізнаваніших пісень гурту. Демоверсія «One Step Closer», знана як «Plaster», з'явилася в інтернеті у 2008 році. Ремікс-версія під назвою «1Stp Klosr» ввійшла до альбому реміксів Linkin Park, Reanimation. Також на альбомі «Collision Course», зробленому спільно з Jay-Z, є мікс «Points of Authority/99 Problems/One Step Closer». До 2007 року Linkin Park закінчували свої концерти саме цією піснею, крім виступу на Live 8 та Summer Sonic.
Пісню використали в музичних відеоіграх 2008 року Rock Band 2 та Guitar Hero On Tour: Decades, а також вона увійшла в саундтрек до фільму Дракула 2000.

## Музичне відео
Перші ідеї знімання кліпу приписують Джо Хану — спочатку планувалося, що у відеокліпі гурт буде виступати перед фанатами, проте від цієї ідеї відмовилися (проте, цю ідею втілили в кліпі на пісню «Faint» з альбому Meteora). Режисером кліпу став Грегорі Дарк. Місцем знімання обрали один з занедбаних тунелів метро Лос-Анджелеса, який знаходиться на глибині 63 фути.
Відео починається тим, що група підлітків, які гуляють на темному провулку, помічають дивну людину в чорному халаті. Двоє з них йдуть за тією людиною, відкривають двері і потрапляють до похмурої кімнати, де грає гурт. Також в цьому тунелі присутні дивні люди-монахи, які займаються бойовими мистецтвами. Десь в середині пісні, підлітки перекидають коробку, через що їх помічають. Після цього вони тікають. В кінці відео можна помітити того дивного чоловіка в темному халаті.
Цікаво, що «One Step Closer» - єдиний кліп гурту, в якому не з'являється Девід Фаррел, оскільки він під час знімання гастролював зі своєю попередньою групою Tasty Snax, яка грала пісні в стилі панк-рок. Замість нього в кліпі можна помітити Скотта Козіола, сесійного бас-гітариста Linkin Park, який виступав разом з гуртом на концертах під час відсутності Фаррела.
Цікаво те, що режисер відео, Грегорі Дарк, раніше знімав порно-фільми.

## Список композицій
Maxi single (Європа)
| #  | Назва                     | Автор       | Тривалість |
| -- | ------------------------- | ----------- | ---------- |
| 1. | «One Step Closer»         | Linkin Park | 2:39       |
| 2. | «My December»             | Майк Шинода | 4:21       |
| 3. | «High Voltage»            | Linkin Park | 3:45       |
| 4. | «One Step Closer» (відео) | Linkin Park | 2:55       |

Промо (США)
| #  | Назва                               | Автор       | Тривалість |
| -- | ----------------------------------- | ----------- | ---------- |
| 1. | «One Step Closer» (альбомна версія) | Linkin Park | 2:36       |
| 2. | «One Step Closer» (Rock Mix)        | Linkin Park | 2:36       |

Вініл 10"
| #  | Назва             | Автор       | Тривалість |
| -- | ----------------- | ----------- | ---------- |
| 1. | «One Step Closer» | Linkin Park | 2:39       |
| 2. | «My December»     | Майк Шинода | 4:21       |

## Чартиісертифікація
| Чарт (2000—2001)                 | Найвища позиція | Сертифікат | Продано   |
| -------------------------------- | --------------- | ---------- | --------- |
| Австралія (ARIA)                 | 4               | Золото     | 35,000    |
| Австрія (Ö3 Austria)             | 38              |            |           |
| Велика Британія (OCC)            | 24              |            |           |
| Італія (FIMI)                    | 46              |            |           |
| Нідерланди (Single Top 100)      | 57              |            |           |
| Німеччина (Media Control Charts) | 32              |            |           |
| Польща (LP3)                     | 16              |            |           |
| США (Alternative Songs)          | 5               |            |           |
| США (Billboard Hot 100)          | 75              | Платина    | 1,000,000 |
| США (Hot Mainstream Rock Tracks) | 4               |            |           |
| Швейцарія (Schweizer Hitparade)  | 42              |            |           |
| Швеція (Sverigetopplistan)       | 46              |            |           |

| Чарт (2017)                     | Найвища позиція |
| ------------------------------- | --------------- |
| Португалія (AFP)                | 77              |
| США (Billboard Hot 100)         | 14              |
| Чехія (Singles Digitál Top 100) | 75              |